# Waldemar Fydrych

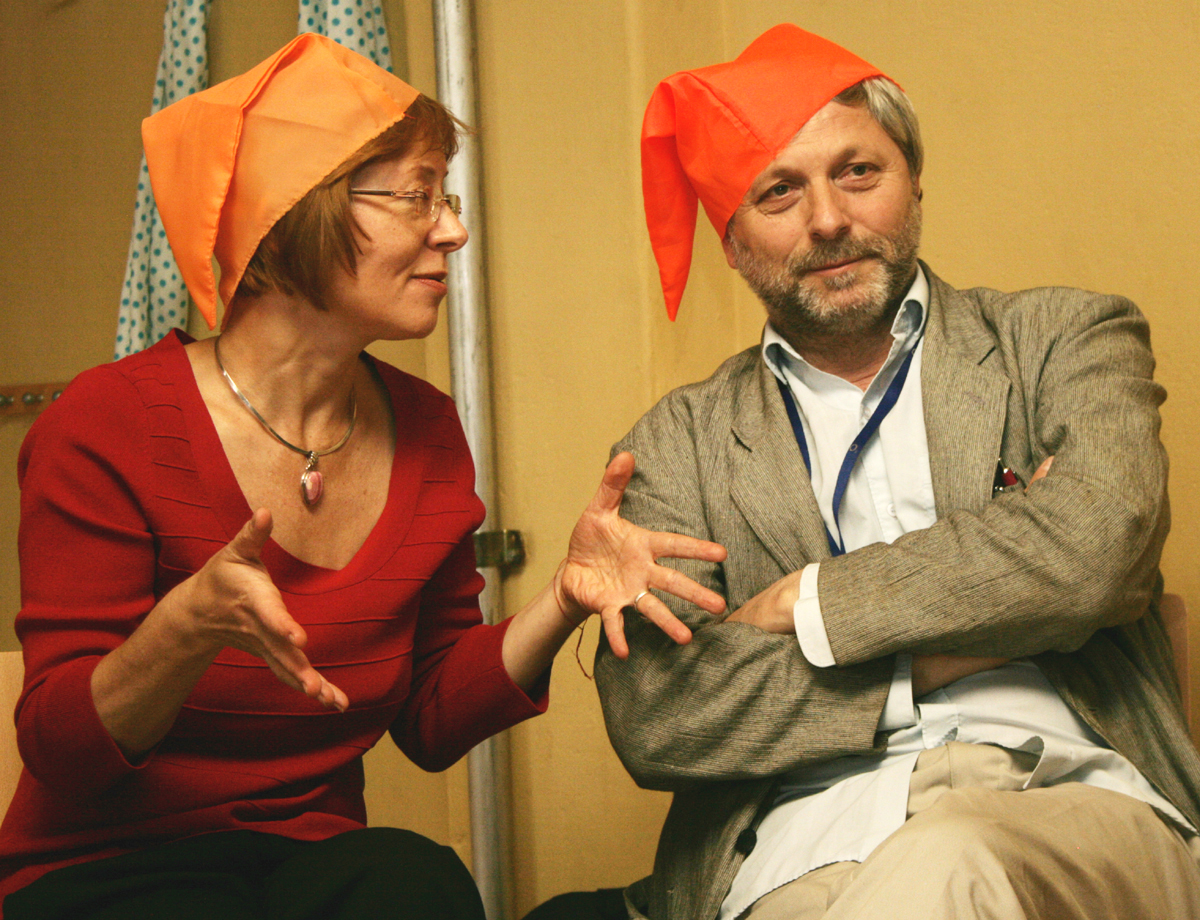
Agnieszka Couderq-Kubas i Waldemar Fydrych, 2010

Waldemar Andrzej Fydrych, ps. „Major” (ur. 8 kwietnia 1953 w Toruniu) – polski artysta, happener, lider Pomarańczowej Alternatywy, autor książek.

## Działalność
Waldemar Fydrych wychował się w Toruniu. Studiował historię (dyplom 1980) i historię sztuki (dyplom 1987) we Wrocławiu, gdzie był jednym z inicjatorów i przywódcą happenerskiego ruchu Pomarańczowa Alternatywa. Jest znany głównie dzięki tej działalności w latach 80. W tym czasie używał żartobliwego tytułu komendanta Twierdzy Wrocław. Za swoją działalność kierowana przez niego wrocławska Pomarańczowa Alternatywa w grudniu 1988 została nagrodzona przez polskiego reżysera Andrzeja Wajdę. Nagrodę „Popiół i Diament”, w obecności m.in. Jacka Kuronia, Bronisława Geremka, Witolda Lutosławskiego i innych, odebrała delegacja PA (m.in. Waldemar Fydrych oraz Hanka i Zdzicho – Hanna i Dariusz Duszyńscy – z grupy „Rodzinka”).

### Happeningi organizowane i współorganizowane przez Waldemara Fydrycha

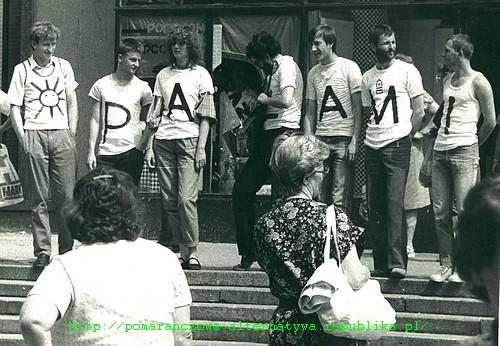
Happening „Precz z (U)pałami” w lipcu 1987. Na zdjęciu m.in. Adam Lipiński i Józef Pinior.

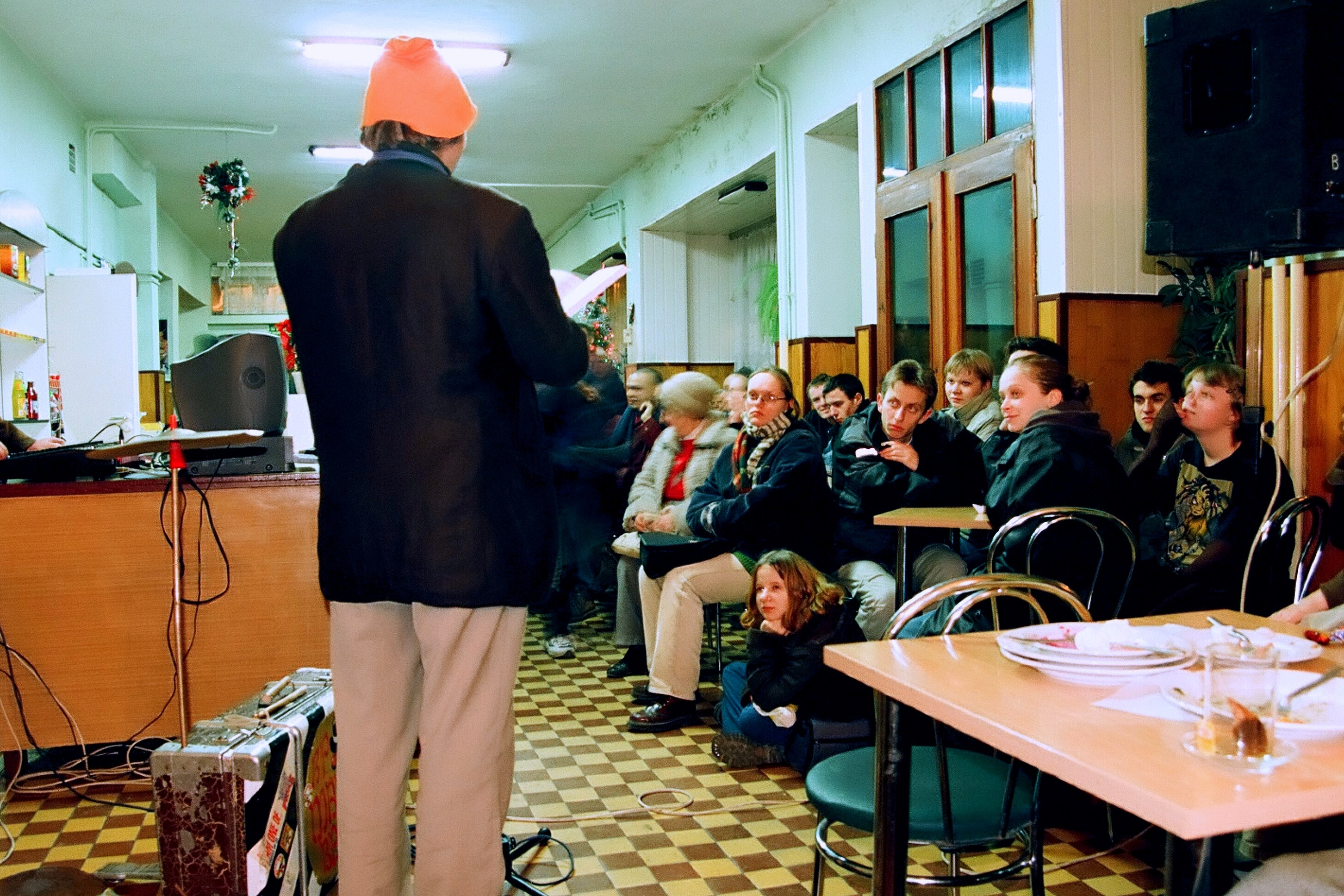
Gorzów Wielkopolski, 13.12.2001. Wieczór autorski Waldemara Fydrycha w barze mlecznym „Agata” w ramach happeningu grupy Wesołe Miasteczko (Teatr Kreatury)

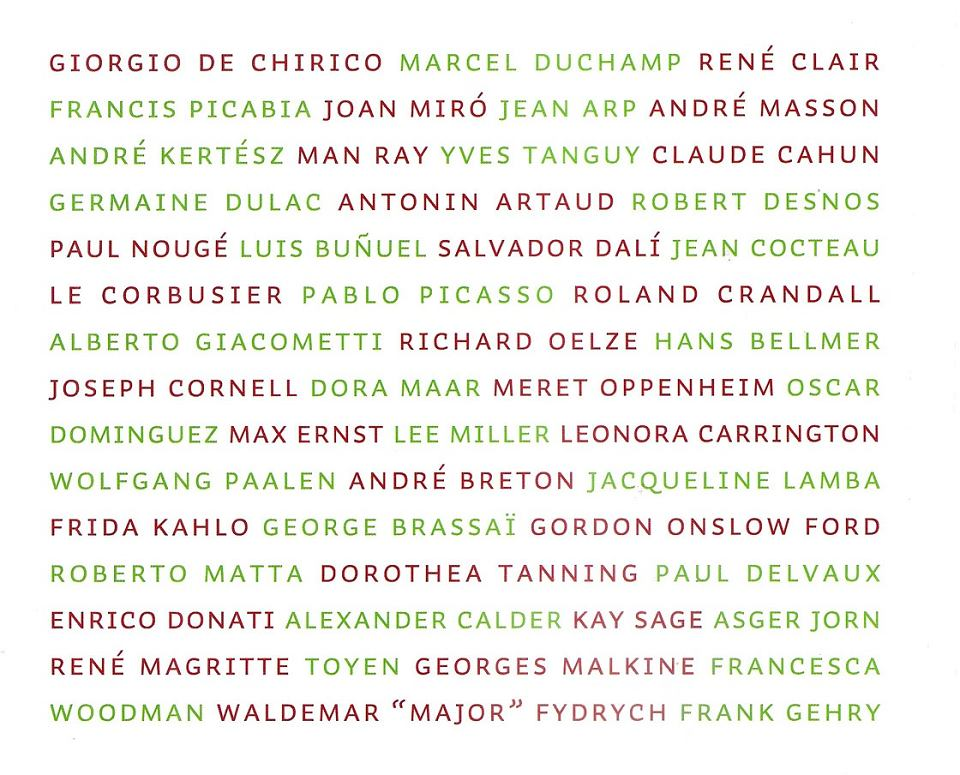
Tył okładki publikacji "Surrealism - 50 works of art you should know" autorstwa Brada Fingera, wydanej przez Prestel Publishing w 2013 r.

Happeningi do 1990 roku
- Tuby, czyli zadymianie miasta (1 kwietnia 1986);
- Święto Garnków – Stonoga (1 kwietnia 1987);
- Krasnoludki w PRL (1 czerwca 1987);
- Precz z U-Pałami (lipiec 1987);
- Czyn Antywojenny Dzień Pokoju (1 września 1987);
- Papier Toaletowy – pierwsze rozdanie (1 października 1987);
- Dzień Milicjanta (7 października 1987);
- Dzień Terrorysty, czyli Al Fatah (11 października 1987);
- Dzień Wojska, czyli Manewry Melon w majonezie (12 października 1987);
- Kto się boi Papieru Toaletowego? – drugie rozdanie (15 października 1987);
- Wigilia Rewolucji Październikowej (6 listopada 1987); (1000 uczestników)
- Referendum na Świdnickiej (27 listopada 1987); (1500 uczestników)
- Karnawał RIO-botniczy (16 lutego 1988); (5000 uczestników)
- Dzień Tajniaka (1 marca 1988);
- Dzień Kobiet (8 marca 1988); zakończony aresztowaniem Majora Waldemara Fydrycha „w trybie doraźnym” na 2 miesiące bezwzględnego aresztu.
- Rewolucja Krasnoludków (1 czerwca 1988); (15.000 uczestników)
- Bratnia Pomoc wiecznie żywa (19 sierpnia 1988);
- Mieszkanko na Świdnickiej (21 października 1988);
- Rewolucja Październikowa (7 listopada 1988);
- Wigilia wielkiej rocznicy stanu wojennego (12 grudnia 1988);
- Karnawał, czyli Śledzik na Świdnickiej (7 lutego 1989);
- Pogrzeb Stalina albo Pierwszy Dzień Wiosny (21 marca 1989)
- Kampania Majora albo FSO (1 czerwca 1989);

Happeningi po 1990 roku
- 2001: Wrocław, Odgrzewane Kotlety, czyli Dwudziestolecie Pomarańczowej Alternatywy
- 2001: Gorzów Wlkp., Obchody dwudziestej rocznicy Stanu Wojennego, czyli “Zejście do Podziemia”, z Teatrem Kreatury
- 2002: Warszawa, Krasnoludek Prezydentem;
- 2004: Francja, Happeningi “Stereotypy”;
- 2004: Polska i Ukraina, Happeningi “Kijów Warszawa – Wspólna Sprawa”;
- 2006: Warszawa, Komitet Wyborczy Wyborców “Gamonie i Krasnoludki”
- 2007: Warszawa, 6 happeningów “Wykształciuchy w akcji” podczas kampanii wyborczej do Sejmu;
- 2009: Warszawa, Drezno, Wiedeń, Berlin, Nowy Jork, cykl happeningów w ramach 20. Rocznicy Upadku Komunizmu w Europie Środkowej;
- 2010: Warszawa, Gamonie i Krasnoludki II edycja
- 2011: Wrocław, Frickster, czyli śmierć Postmodernizmu, wraz z grupą The Krasnals
- 2011: Paryż, Oburzone Krasnoludki
- 2012: Warszawa, Bronek, nie jesteś już naszym Gajowym

W wyborach parlamentarnych w 1989 Waldemar Fydrych kandydował do Senatu. Zdobył 8879 głosów (1,85%), co nie wystarczyło do uzyskania mandatu. Wkrótce potem wyjechał do Paryża. Pracował tam dorywczo, między innymi jako malarz pokojowy.
W 1999 wrócił do Wrocławia, inspirując w 2000 powstanie efemerycznego Frontu Południowo-Zachodniego, mającym być w założeniu kontynuacją Ruchu Pomarańczowej Alternatywy. Po zrealizowanych w 2001 paru akcjach-happeningach o ograniczonym zasięgu, zawierających akcenty skierowane przeciw władzom miasta Wrocławia, inicjatywa została porzucona i zaniechana.
W 2002 kandydował na fotel prezydenta Warszawy. Otrzymał 2088 głosów (0,39%). W grudniu 2004 wraz z grupą studentów odwiedził Ukrainę, w ramach wspierania pomarańczowej rewolucji.
W wyborach samorządowych w 2006 kandydował na prezydenta miasta Warszawy jako szef Komitetu Wyborczego Gamonie i Krasnoludki. Uzyskał 2914 głosów (0,41%), uzyskując szósty wynik spośród dziesięciu kandydatów. W wyborach samorządowych w 2010 ponownie ubiegał się o prezydenturę Warszawy z ramienia tego samego komitetu. Uzyskał 4952 głosy (0,77%), zajmując siódme miejsce spośród jedenastu kandydatów.
W 2012 na Akademii Sztuk Pięknych w Warszawie obronił pracę doktorską pt. „Happening jako operacja integrująca, uzdrawiająca, transformująca sztukę i rzeczywistość” pod promotorstwem prof. Stanisława Wieczorka.
Waldemar Fydrych jest autorem czterech książek i libretta do opery „Don Generał”, zrealizowanej przez Teatr Polskiego Radia w reżyserii Pawła Sali i z muzyką Marcina Krzyżanowskiego. Jest także malarzem, tworzącym charakterystyczne prace z wizerunkami krasnoludków. Członek Stowarzyszenia Wolnego Słowa. Jego książka „Żywoty Mężów Pomarańczowych” w lipcu 2014 została wydana przez londyńskie wydawnictwo Minor Compositions w języku angielskim, ze słowem wstępnym duetu aktywistów The Yes Men oraz amerykańskiej dziennikarki Anne Applebaum.
W 2013, w książce „Surrealism – 50 Works of Art You Should Know” autorstwa Brada Fingera, wydanej przez Prestel Publishing, został uznany za jednego z wybitnych przedstawicieli surrealizmu w historii tego nurtu obok takich twórców jak m.in. Picasso, Dali, Duchamp i Artaud.

## Odznaczenia
W 2022 roku został odznaczony Brązową Odznaką Honorową Wrocławia.

## Książki
- Hokus pokus, czyli Pomarańczowa Alternatywa – 1989 (wraz z Bogdanem Doboszem)
- Żywoty Mężów Pomarańczowych – 2001 (ISBN 83-916258-0-X)
- Krasnoludki i gamonie – 2006
- Major – 2013

## Literatura
- Wszyscy proletariusze bądźcie piękni! Pomarańczowa Alternatywa w dokumentach aparatu represji PRL (1987-1989), wstęp, wybór i oprac. Joanna Dardzińska, Krzysztof Dolata, Wrocław 2011.
- Małgorzata Skotnicka, Waldemar Fydrych Major – lider Pomarańczowej Alternatywy, [w:] „Wiadomości Historyczne z Wiedzą o Społeczeństwie”, nr 5, 2012, s. 19–25.
- Marta Moldovan-Cywińska, Pomarańczowa Alternatywa jako forma surrealizmu - wybrane konteksty, Wydawnictwo ABiFV, Warszawa 2023.
- Marta Moldovan-Cywińska, Happenings of the Orange Alternative movement as an exemple of surrealism in Poland in the 1980s., [w:] Филолог – часопис за језик књижевност и културу ( Republika Serbska), nr 30/2024, s.431-439.